# Kandasamy Ramamurthy
Kandasamy Ramamurthy ( 1933 - ) es un botánico indio.

## Algunas publicacioines

### Libros
- M. P. Nayar, K. Ramamurthy, Vishnu Saran Agarwal. 1989. Economic plants of India, Volumen 2. Ed. Botanical Survey of India. 159 pp.
- 1992. Seagrasses of Coromandel Coast, India. Flora of India. Ed. Botanical Survey of India. 80 pp.
- T. Pullaiah, K. Sri Ramamurthy. 2007. Flora of eastern ghats: hill ranges of South East India, Volumen 3. Ed. Regency Publ. 368 pp. ISBN 8189233548

- La abreviatura «Ramam.» se emplea para indicar a Kandasamy Ramamurthy como autoridad en la descripción y clasificación científica de los vegetales.[2]